# محمد معين الدين الثاني
محمد معين الدين الثاني كان سلطان جزر المالديف لمدة عامين تقريباً، من عام 1886م إلى عام 1888م.
| سبقه إبراهيم نور الدين | سلاطين المالديف 1886–1888 | تبعه إبراهيم نور الدين |